# Банды Нью-Йорка
«Банды Нью-Йорка» (англ. Gangs of New York) — американская историческая драма режиссёра Мартина Скорсезе, сценарий которой вольно основан на одноимённой книге Герберта Осбери. Премьера фильма состоялась 9 декабря 2002 года. Это первое сотрудничество режиссёра Мартина Скорсезе и американского актёра Леонардо Ди Каприо и вторая совместная работа Скорсезе и английского актёра Дэниела Дэй-Льюиса, отмеченного за своё перевоплощение премией BAFTA и наградой Американской Гильдии киноактёров в категории «Лучший актёр», а также номинациями на «Оскар» и «Золотой глобус».

## Сюжет
В 1846 году в трущобах Пяти улиц две банды, протестантская Конфедерация американских коренных во главе с Уильямом «Мясником Биллом» Каттингом, и ирландские католические иммигранты «Мертвые кролики» во главе со «священником» Валлоном начинают последнее сражение, чтобы выяснить, какая фракция будет править территорией. В конце битвы Билл убивает Валлона и объявляет Мертвых кроликов вне закона. Увидев это, маленький сын Валлона прячет нож, убивший его отца, а позже попадает в детский дом на острове Блэкуэлл.
В 1862 году сын Валлона, Амстердам, возвращается в район Пяти улиц в поисках мести и забирает нож. Старый знакомый Джонни Сирокко знакомит его с местными кланами бандитских группировок, которые платят дань Биллу, сохраняющему контроль над территорией. Амстердам знакомится с Биллом, но держит свое прошлое в секрете, поскольку хочет попасть в банду. Он узнаёт, что многие из бывших союзников его отца теперь работают на Билла. Каждый год Билл празднует годовщину своей победы над Мертвыми кроликами, и Амстердам тайно планирует публично убить его во время этого празднования. Вскоре Амстердама привлекает карманница и аферистка Дженни Эвердин, в которую также влюблен Джонни. Амстердам завоевывает доверие Билла и становится его протеже, Билл вовлекает его в дела коррумпированного политика Таммани-холл Уильяма Твида. Амстердам спасает Билла от покушения и мучается от мысли, что он мог сделать это из искренней преданности.
На празднике, посвященном годовщине, Джонни в приступе ревности из-за привязанности Дженни к Амстердаму раскрывает Биллу истинную личность и намерения Амстердама. Билл дразнит Амстердама метанием ножей с участием Дженни. Когда Билл произносит тост за священника Валлона, Амстердам бросает свой нож, но Билл отражает его и ранит Амстердама встречным броском. Затем Билл избивает Амстердама и прижигает щеку горячим лезвием. Скрываясь, Дженни умоляет его бежать с ней в Сан-Франциско. Амстердам, однако, возвращается в район Пяти улиц в поисках мести и объявляет о своем возвращении, вешая мертвого кролика на площади Парадайз. Билл отправляет коррумпированного ирландского полицейского Малрени для расследования, но Амстердам убивает его и также вешает его тело на площади. В отместку Билл избил Джонни и пронзил его пикой, предоставив Амстердаму возможность положить конец его страданиям. Когда банда Амстердама побеждает Макглойна, одного из подручных Билла, Билл и коренные маршируют к церкви и встречают Амстердама и Мертвых кроликов. Никакого насилия не происходит, но Билл обещает скоро вернуться. Инцидент получает освещение в газетах, и Амстердам представляет Твиду план по преодолению влияния Билла: Твид поддержит кандидатуру «Монаха» Макгинна на пост шерифа, а Амстердам обеспечит голосование ирландцев за Таммани. Монах побеждает с большим отрывом, и униженный Билл убивает его. Смерть Макгинна побуждает разъяренного Амстердама бросить вызов Биллу для сражения между бандами на площади Парадайз, на что Билл соглашается.
Бунты против призыва в армию вспыхивают как раз в тот момент, когда банды готовятся к бою, и солдаты армии Союза направляются для подавления бунтовщиков. Пока соперничающие банды сражаются, прибывшие корабли ведут артиллерийский огонь по площади Парадайз, прерывая битву банд вскоре после ее начала. Многие члены банды убиты артиллерией, солдатами или бунтовщиками. Билл и Амстердам сражаются друг с другом, вскоре Билла ранит осколком. Затем Амстердам использует нож своего отца и убивает Билла.
Амстердам закапывает нож рядом со своим отцом на кладбище в Бруклине, возводя импровизированный надгробный камень с именем Уильяма Каттинга рядом с настоящим надгробием священника Валлона. Амстердам и Дженни уезжают, очертание города меняется, так как в течение следующего столетия строится современный Нью-Йорк, от Бруклинского моста до Всемирного торгового центра, а кладбище зарастает и оказывается заброшенным.

## В ролях
| Актёр                 | Роль                          |
| --------------------- | ----------------------------- |
| Леонардо Ди Каприо    | Амстердам Валлон              |
| Дэниел Дэй-Льюис      | Уильям «Билл Мясник» Каттинг  |
| Камерон Диас          | Дженни Эвердин                |
| Генри Томас           | Джонни Сирокко                |
| Джим Бродбент         | Уильям «Босс» Твид            |
| Брендан Глисон        | Уолтер «Монах» Макгинн        |
| Джон К. Райли         | Джек «Счастливчик» Малрени    |
| Лиам Нисон            | «Священник» Валлон            |
| Роджер Эштон-Гриффитс | Пи Ти Барнум                  |
| Тим Пиготт-Смит       | министр-кальвинист            |
| Гэри Льюис            | Макглойн                      |
| Стивен Грэм           | Шэнг                          |
| Кара Сеймур           | Мегера Мэгги                  |
| Джон Сешнс            | Харри Уоткинс                 |
| Дэвид Хеммингс        | Джон Ф. Шермерхорн            |
| Майкл Бирн            | Хорас Грили                   |
| Эдди Марсан           | Киллоран                      |
| Массимо Ванни         | солдат (в титрах отсутствует) |

## Критика
Фильм получил положительные отзывы кинокритиков. На сайте Rotten Tomatoes фильм имеет рейтинг 74 % на основе 209 рецензий со средним баллом 7,11 из 10. На сайте Metacritic фильм имеет оценку 72 из 100 на основе 39 рецензий критиков, что соответствует статусу «в целом положительные отзывы».
Роджер Эберт похвалил фильм, но считал, что он не дотягивает до лучшей работы Скорсезе, в то время как его соведущий At the Movies Ричард Ропер назвал его «шедевром» и объявил его главным претендентом на лучший фильм.

## Награды и номинации
- 2003 — 10 номинаций на премию «Оскар»: лучший фильм (Альберто Гримальди, Харви Вайнштейн), лучший режиссёр (Мартин Скорсезе), лучшая мужская роль (Дэниел Дэй-Льюис), лучший оригинальный сценарий (Джей Кокс, Стивен Заиллян, Кеннет Лонерган), лучшая песня («The Hands That Built America»), лучший монтаж (Тельма Шунмейкер), лучшая операторская работа (Михаэль Балльхаус), лучшая работа художника-постановщика (Данте Ферретти, Франческа Ло Скьяво), лучший дизайн костюмов (Сэнди Пауэлл), лучший звук (Том Флайшмен, Юджин Джирти, Иван Шэррок)
- 2003 — 3 премии «Спутник»: лучшая мужская роль — драма (Дэниел Дэй-Льюис), лучший монтаж (Тельма Шунмейкер), лучшая работа художника-постановщика (Данте Ферретти), а также 4 номинации: лучшая операторская работа (Михаэль Балльхаус), лучшие визуальные эффекты (Майкл Оуэнс, Эдвард Хирш, Джон Александер, Р. Брюс Штейнхаймер), лучший дизайн костюмов (Сэнди Пауэлл), лучший звук (Том Флайшмен, Юджин Джирти, Иван Шэррок)
- 2003 — две премии «Золотой глобус»: лучший режиссёр (Мартин Скорсезе), лучшая песня («The Hands That Built America»), а также 3 номинации: лучший фильм — драма, лучшая мужская роль — драма (Дэниел Дэй-Льюис), лучшая женская роль второго плана (Камерон Диас)
- 2003 — премия BAFTA за лучшую мужскую роль (Дэниел Дэй-Льюис), а также 11 номинаций: лучший фильм (Альберто Гримальди, Харви Вайнштейн), лучший режиссёр (Мартин Скорсезе), лучший оригинальный сценарий (Джей Кокс, Стивен Заиллян, Кеннет Лонерган), лучшая музыка к фильму (Говард Шор), лучшая операторская работа (Михаэль Балльхаус), лучшие визуальные эффекты (Майкл Оуэнс, Эдвард Хирш, Джон Александер, Р. Брюс Штейнхаймер), лучший грим (Манлио Роччетти, Алдо Синьоретти), лучший дизайн костюмов (Сэнди Пауэлл), лучшая работа художника-постановщика (Данте Ферретти), лучший монтаж (Тельма Шунмейкер), лучший звук (Том Флайшмен, Юджин Джирти, Филип Стоктон, Иван Шэррок)
- 2003 — премия Гильдии киноактёров США за лучшую мужскую роль (Дэниел Дэй-Льюис)
- 2003 — 2 номинации на премию канала MTV: лучший злодей (Дэниел Дэй-Льюис), лучший поцелуй (Леонардо Ди Каприо и Камерон Диас)